# バージニアストック
バージニアストック（学名：Malcolmia maritima）は、アブラナ科マルコルミア属の越年草。原産地は地中海沿岸。
通常は、9〜11月頃に種を蒔いて3〜4月に開花させる。しかし、寒地では3〜4月頃に種を蒔いて6〜7月頃に開花させる。
名前の似たストックという植物もあるが、これは同じアブラナ科であるが別属。